# Революционные ячейки (Греция)
Революцио́нные яче́йки (греч. Επαναστατικοί Πυρήνες, англ. Revolutionary Nuclei, ранее «Революцио́нная наро́дная борьба́» (греч. Επαναστατικός Λαϊκός Αγώνας)) — небольшая греческая леворадикальная организация основанная в 1995 году.
Основные цели организации: борьба с американским влиянием и борьба против НАТО и ЕС. Предполагается, что с ноября 2000 года организация бездействует.

## Хронология
- 11 мая 1997 г.: взрыв в морской полиции в Пирее.
- 19 августа 1997 г.: взрыв в канцелярии бывшего греческого министра внутренних дел.
- 24 ноября 1997 г.: взрыв в отделение Национальной организации председателей греческого суда.
- 30 июня 1998 г.: взрыв бомбы в здании министерства образования.
- 29 декабря 1998 г.: взрывы в Ситибанке и Barclays.
- 27 апреля 1999 г.: взрыв в гостинице InterContinental Hotels Group против Экономического форума.
- 19 декабря 1999 г.: взрыв бомбы в американской нефтяной компании Texaco.
- 28 февраля 2000 г.: взрыв в компании METKA (из-за поддержки компанией деятельности НАТО в Косово).
- 5 марта 2000 г.: нападение на строительную компанию AKTOR.
- 14 октября 2000 г.: неразорвавшаяся бомба против экс-министра по судостроению.
- 13 ноября 2000 г.: три взрыва в двух американских банках Citigroup и в скульптурной студии, работавшей по заказу американского посольства.